# CIM-10 Chapitre 12 : Maladies de la peau et du tissu cellulaire sous-cutané
Cet article développe le chapitre XII de la classification internationale des maladies.

## Liste des classes du chapitre 12
CIM-10 Chapitre 12 : Maladies de la peau et du tissu cellulaire sous-cutané (L00-L99)

### (L00-L08) Infections de lapeauet du tissu cellulaire sous-cutané
- (L00) Syndrome d'épidermolyse staphylococcique du nourrisson
- (L01) Impétigo
  - (L01.0) Impétigo (tout micro-organisme) (toute localisation) 
    - Impétigo de Bockhart

  - (L01.1) Impétiginisation d'autres dermatoses
- (L02) Abcès cutané, furoncle et anthrax
  - (L02.0) Abcès cutané, furoncle et anthrax de la face
  - (L02.1) Abcès cutané, furoncle et anthrax du cou
  - (L02.2) Abcès cutané, furoncle et anthrax du tronc
  - (L02.3) Abcès cutané, furoncle et anthrax de la fesse
  - (L02.4) Abcès cutané, furoncle et anthrax d'un membre
  - (L02.8) Abcès cutané, furoncle et anthrax d'autres localisations
  - (L02.9) Abcès cutané, furoncle et anthrax, sans précision
- (L03) Phlegmon
  - (L03.0) Phlegmon des doigts et des orteils
  - (L03.1) Phlegmon d'autres parties d'un membre
  - (L03.2) Phlegmon de la face
  - (L03.3) Phlegmon du tronc
  - (L03.8) Phlegmon d'autres localisations
  - (L03.9) Phlegmon, sans précision
- (L04) Lymphadénite aiguë
  - (L04.0) Lymphadénite aiguë de la face, de la tête et du cou
  - (L04.1) Lymphadénite aiguë du tronc
  - (L04.2) Lymphadénite aiguë d'un membre supérieur
  - (L04.3) Lymphadénite aiguë d'un membre inférieur
  - (L04.8) Lymphadénite aiguë d'autres localisations
  - (L04.9) Lymphadénite aiguë, sans précision
- (L05) Sinus pilonidal
  - (L05.0) Sinus pilonidal avec abcès
  - (L05.9) Sinus pilonidal sans abcès
- (L08) Autres infections localisées de la peau et du tissu cellulaire sous-cutané
  - (L08.0) Pyodermite
  - (L08.1) Erythrasma
  - (L08.8) Autres infections localisées précisées de la peau et du tissu cellulaire sous-cutané
  - (L08.9) Infection localisée de la peau et du tissu cellulaire sous-cutané, sans précision

### (L10-L14)Dermatoses bulleuses
- (L10) Pemphigus
  - (L10.0) Pemphigus vulgaire
  - (L10.1) Pemphigus végétant
  - (L10.2) Pemphigus foliacé
  - (L10.3) Pemphigus brésilien (fogo selvagem)
  - (L10.4) Pemphigus érythémateux
    - Syndrome de Senear-Usher

  - (L10.5) Pemphigus médicamenteux
  - (L10.8) Autres formes de pemphigus
  - (L10.9) Pemphigus, sans précision
- (L11) Autres acantholyses
  - (L11.0) Kératose folliculaire acquise
  - (L11.1) Dermatose acantholytique transitoire (Grover)
  - (L11.8) Autres formes précisées d'acantholyse
  - (L11.9) Acantholyse, sans précision
- (L12) Pemphigoïde
  - (L12.0) Pemphigoïde bulleux
  - (L12.1) Pemphigoïde cicatriciel
  - (L12.2) Maladie chronique bulleuse de l'enfance
  - (L12.3) Epidermolyse bulleuse acquise
  - (L12.8) Autres pemphigoïdes
  - (L12.9) Pemphigoïde, sans précision
- (L13) Autres dermatoses bulleuses
  - (L13.0) Dermite herpétiforme
    - Maladie de Duhring-Brocq

  - (L13.1) Pustulose sous-cornée
    - Maladie de Sneddon-Wilkinson

  - (L13.8) Autres dermatoses bulleuses précisées
  - (L13.9) Dermatose bulleuse, sans précision
- (L14) Dermatoses bulleuses au cours de maladies classées ailleurs

### (L20-L30)Dermatoseseteczéma (syndrome)s
- (L20) Dermite atopique
  - (L20.0) Prurigo de Besnier
  - (L20.8) Autres dermites atopiques
- (L21) Dermite séborrhéique
  - (L21.0) Séborrhée de la tête
    - Croûte de lait

  - (L21.1) Dermite séborrhéique infantile
  - (L21.8) Autres dermites séborrhéiques
  - (L21.9) Dermite séborrhéique, sans précision
- (L22) Dermite fessière du nourrisson
- (L23) Dermite allergique de contact
  - (L23.0) Dermite allergique de contact due aux métaux
  - (L23.1) Dermite allergique de contact due aux adhésifs
  - (L23.2) Dermite allergique de contact due aux cosmétiques
  - (L23.3) Dermite allergique de contact due à des médicaments en contact avec la peau
  - (L23.4) Dermite allergique de contact due aux teintures
  - (L23.5) Dermite allergique de contact due à d'autres produits chimiques
  - (L23.6) Dermite allergique de contact due à des aliments en contact avec la peau
  - (L23.7) Dermite allergique de contact due aux végétaux, sauf aliments
  - (L23.8) Dermite allergique de contact due à d'autres agents
  - (L23.9) Dermite allergique de contact, cause non précisée
- (L24) Dermite irritante de contact
  - (L24.0) Dermite irritante de contact due aux détergents
  - (L24.1) Dermite irritante de contact due aux huiles et aux graisses
  - (L24.2) Dermite irritante de contact due aux solvants
  - (L24.3) Dermite irritante de contact due aux cosmétiques
  - (L24.4) Dermite irritante de contact due à des médicaments en contact avec la peau
  - (L24.5) Dermite irritante de contact due à d'autres produits chimiques
  - (L24.6) Dermite irritante de contact due à des aliments en contact avec la peau
  - (L24.7) Dermite irritante de contact due aux végétaux, sauf aliments
  - (L24.8) Dermite irritante de contact due à d'autres agents
  - (L24.9) Dermite irritante de contact, cause non précisée
- (L25) Dermite de contact, sans précision
  - (L25.0) Dermite de contact, sans précision, due aux cosmétiques
  - (L25.1) Dermite de contact, sans précision, due à des médicaments en contact avec la peau
  - (L25.2) Dermite de contact, sans précision, due aux teintures
  - (L25.3) Dermite de contact, sans précision, due à d'autres produits chimiques
  - (L25.4) Dermite de contact, sans précision, due à des aliments en contact avec la peau
  - (L25.5) Dermite de contact, sans précision, due aux végétaux, sauf aliments
  - (L25.8) Dermite de contact, sans précision, due à d'autres agents
  - (L25.9) Dermite de contact, sans précision, de cause non précisée
- (L26) Dermite exfoliatrice
- (L27) Dermite due à des substances prises par voie interne
  - (L27.0) Eruption généralisée due à des médicaments
  - (L27.1) Eruption localisée due à des médicaments
  - (L27.2) Dermite due à l'ingestion d'aliments
  - (L27.8) Dermite due à d'autres substances prises par voie interne
  - (L27.9) Dermite due à une substance non précisée prise par voie interne
- (L28) Lichen simplex chronique et prurigo
  - (L28.0) Lichen simplex chronique
  - (L28.1) Prurigo nodulaire de Hyde
  - (L28.2) Autres formes de prurigo
- (L29) Prurit
  - (L29.0) Prurit anal
  - (L29.1) Prurit scrotal
  - (L29.2) Prurit vulvaire
  - (L29.3) Prurit ano-génital, sans précision
  - (L29.8) Autres prurits
  - (L29.9) Prurit, sans précision
- (L30) Autres dermites
  - (L30.0) Dermite nummulaire
  - (L30.1) Dyshidrose (pompholyx)
  - (L30.2) Autosensibilisation cutanée
    - Candidide (lévuride)
    - Dermatophytide
    - Eczématide

  - (L30.3) Dermite infectée
    - Dermite eczématoïde infectieuse

  - (L30.4) Intertrigo érythémateux
  - (L30.5) Pityriasis alba
  - (L30.8) Autres dermites précisées
  - (L30.9) Dermite, sans précision

### (L40-L45) Lésions papulo-squameuses
- (L40) Psoriasis
  - (L40.0) Psoriasis vulgaris
  - (L40.1) Psoriasis pustulaire généralisé
    - Impétigo herpétiforme
    - Maladie de Von Zumbusch

  - (L40.2) Acrodermatite continue de Hallopeau
  - (L40.3) Pustulose palmaire et plantaire
  - (L40.4) Psoriasis en goutte
  - (L40.5) Psoriasis arthropathique (M07.0-M07.3*, M09.0*)
  - (L40.8) Autres psoriasis
  - (L40.9) Psoriasis, sans précision
- (L41) Parapsoriasis
  - (L41.0) Pityriasis lichénoïde et varioliforme aigu
    - Maladie de Mucha-Habermann

  - (L41.1) Pityriasis lichénoïde chronique
  - (L41.2) Papulose lymphomatoïde
  - (L41.3) Parapsoriasis à petites plaques
  - (L41.4) Parapsoriasis à grandes plaques
  - (L41.5) Parapsoriasis rétiforme
  - (L41.8) Autres parapsoriasis
  - (L41.9) Parapsoriasis, sans précision
- (L42) Pityriasis rosé de Gibert
- (L43) Lichen plan
  - (L43.0) Lichen plan hypertrophique
  - (L43.1) Lichen plan bulleux
  - (L43.2) Réaction lichénoïde médicamenteuse
  - (L43.3) Lichen plan subaigu (actif)
    - Lichen plan tropical

  - (L43.8) Autres lichens plans
  - (L43.9) Lichen plan, sans précision
- (L44) Autres lésions papulo-squameuses
  - (L44.0) Pityriasis rubra pilaire
  - (L44.1) Lichen nitidus
  - (L44.2) Lichen strié
  - (L44.3) Lichen ruber moniliforme
  - (L44.4) Acrodermatite érythématopapuleuse infantile (Giannotti-Crosti)
  - (L44.8) Autres lésions papulo-squameuses précisées
  - (L44.9) Lésion papulo-squameuse, sans précision
- (L45) Lésions papulo-squameuses au cours de maladies classées ailleurs

### (L50-L54)Urticaireetérythème
- (L50) Urticaire
  - (L50.0) Urticaire allergique
  - (L50.1) Urticaire idiopathique
  - (L50.2) Urticaire provoquée par le froid et la chaleur
  - (L50.3) Dermographisme
  - (L50.4) Urticaire provoquée par vibration
  - (L50.5) Urticaire cholinergique
  - (L50.6) Urticaire de contact
  - (L50.8) Autres formes d'urticaire
  - (L50.9) Urticaire, sans précision
- (L51) Erythème polymorphe
  - (L51.0) Erythème polymorphe non bulleux
  - (L51.1) Erythème polymorphe bulleux
    - Syndrome de Stevens-Johnson

  - (L51.2) Epidermolyse nécrosante suraiguë (Lyell)
  - (L51.8) Autres formes d'érythème polymorphe
  - (L51.9) Erythème polymorphe, sans précision
- (L52) Erythème noueux
- (L53) Autres formes d'érythème
  - (L53.0) Erythème toxique
  - (L53.1) Érythème annulaire centrifuge
  - (L53.2) Erythème marginé discoïde de Besnier
  - (L53.3) Autres formes d'érythème figuré chronique
  - (L53.8) Autres formes précisées d'érythème
  - (L53.9) Erythème, sans précision
- (L54) Erythèmes au cours de maladies classées ailleurs
  - (L54.0) Erythème marginé discoïde de Besnier au cours d'un rhumatisme articulaire aigu (I00+)
  - (L54.8) Erythème au cours d'autres maladies classées ailleurs

### (L55-L59) Affections de lapeauet du tissu cellulaire sous-cutané liées à uneirradiation
- (L55) Coup de soleil
  - (L55.0) Coup de soleil du premier degré
  - (L55.1) Coup de soleil du deuxième degré
  - (L55.2) Coup de soleil du troisième degré
  - (L55.8) Autres coups de soleil
  - (L55.9) Coup de soleil, sans précision
- (L56) Autres modifications aiguës de la peau dues aux rayons ultraviolets
  - (L56.0) Réaction phototoxique à un médicament
  - (L56.1) Réaction photoallergique à un médicament
  - (L56.2) Dermite de photocontact [dermite de breloque]
  - (L56.3) Urticaire solaire
  - (L56.4) Lucite polymorphe
  - (L56.8) Autres modifications aiguës précisées de la peau dues aux rayons ultraviolets
  - (L56.9) Modification aiguë de la peau due aux rayons ultraviolets, sans précision
- (L57) Modifications de la peau dues à une exposition chronique aux rayonnements non ionisants
  - (L57.0) Kératose actinique
  - (L57.1) Actinoréticulose
  - (L57.2) Cutis rhomboidalis
    - Nuque rhomboïdale

  - (L57.3) Poïkilodermie de Civatte
  - (L57.4) Cutis laxa senilis
    - Elastose sénile

  - (L57.5) Granulome actinique
  - (L57.8) Autres modifications de la peau dues à une exposition chronique aux rayonnements non ionisants
    - Dermite solaire
    - Peau de cultivateur
    - Peau de marin

  - (L57.9) Modification de la peau due à une exposition chronique aux rayonnements non ionisants, sans précision
- (L58) Radiodermite
  - (L58.0) Radiodermite aiguë
  - (L58.1) Radiodermite chronique
  - (L58.9) Radiodermite, sans précision
- (L59) Autres affections de la peau et du tissu cellulaire sous-cutané liées à une irradiation
  - (L59.0) Erythème dû au feu (dermite due au feu)
  - (L59.8) Autres affections précisées de la peau et du tissu cellulaire sous-cutané liées à une irradiation
  - (L59.9) Affection de la peau et du tissu cellulaire sous-cutané liée à une irradiation, sans précision

### (L60-L75) Maladies desphanèreset des annexes de lapeau
- (L60) Maladies des ongles
  - (L60.0) Ongle incarné
  - (L60.1) Onycholyse
  - (L60.2) Onychogryphose
  - (L60.3) Dystrophie des ongles
  - (L60.4) Lignes de Beau
  - (L60.5) Syndrome des ongles jaunes
  - (L60.8) Autres maladies des ongles
  - (L60.9) Maladie des ongles, sans précision
- (L62) Maladies des ongles au cours de maladies classées ailleurs
  - (L62.0) Pachydermopériostose avec ongle hippocratique (M89.4+)
  - (L62.8) Maladies des ongles au cours d'autres maladies classées ailleurs
- (L63) Pelade
  - (L63.0) Alopécie totale
    - Pelade décalvante

  - (L63.1) Pelade diffuse
  - (L63.2) Ophiase
  - (L63.8) Autres formes de pelade
  - (L63.9) Pelade, sans précision
- (L64) Alopécie androgénique
  - (L64.0) Alopécie androgénique médicamenteuse
  - (L64.8) Autres formes d'alopécie androgénique
  - (L64.9) Alopécie androgénique, sans précision
- (L65) Autres formes non cicatricielles de raréfaction du système pileux
  - (L65.0) Télogène
  - (L65.1) Anagène
  - (L65.2) Alopécie mucineuse de Pinkus
  - (L65.8) Autres formes non cicatricielles précisées de raréfaction du système pileux
  - (L65.9) Raréfaction du système pileux non cicatricielle, sans précision
- (L66) Alopécie cicatricielle
  - (L66.0) Pseudo-pelade
  - (L66.1) Lichen plano-pilaire
    - Lichen plan folliculaire

  - (L66.2) Folliculite décalvante
  - (L66.3) Périfolliculite capitis abscedens
  - (L66.4) Folliculite ulérythémateuse réticulée
  - (L66.8) Autres formes d'alopécie cicatricielle
  - (L66.9) Alopécie cicatricielle, sans précision
- (L67) Anomalies de la pigmentation et de la gaine capillaires
  - (L67.0) Trichorrhexie noueuse
  - (L67.1) Anomalies de la couleur des cheveux
  - (L67.8) Autres anomalies de la pigmentation et de la gaine capillaires
  - (L67.9) Anomalie de la pigmentation et de la gaine capillaires, sans précision
- (L68) Hypertrichose
  - (L68.0) Hirsutisme
  - (L68.1) Hypertrichose lanugineuse acquise
  - (L68.2) Hypertrichose localisée
  - (L68.3) Polytrichie
  - (L68.8) Autres formes d'hypertrichose
  - (L68.9) Hypertrichose, sans précision
- (L70) Acné
  - (L70.0) Acné vulgaire
  - (L70.1) Acné conglobata
  - (L70.2) Acné varioliforme
    - Acné miliaire nécrosante

  - (L70.3) Acné tropicale
  - (L70.4) Acné infantile
  - (L70.5) Acné excoriée des jeunes filles
  - (L70.8) Autres formes d'acné
  - (L70.9) Acné, sans précision
- (L71) Acné rosacée
  - (L71.0) Dermite périorale
  - (L71.1) Rhinophyma
  - (L71.8) Autres formes d'acné rosacée
  - (L71.9) Acné rosacée, sans précision
- (L72) Kystes folliculaires de la peau et du tissu cellulaire sous-cutané
  - (L72.0) Kyste épidermique
  - (L72.1) Kyste sébacé
    - Kyste pileux

  - (L72.2) Stéatokystose multiple
  - (L72.8) Autres formes de kyste folliculaire de la peau et du tissu cellulaire sous-cutané
  - (L72.9) Kyste folliculaire de la peau et du tissu cellulaire sous-cutané, sans précision
- (L73) Autres infections folliculaires
  - (L73.0) Acné chéloïde
  - (L73.1) Pseudofolliculite de la barbe
  - (L73.2) Hidrosadénite suppurée
  - (L73.8) Autres formes précisées d'infections folliculaires
    - Sycosis de la barbe

  - (L73.9) Infection folliculaire, sans précision
- (L74) Affections des glandes sudoripares exocrines
  - (L74.0) Miliaire rouge
  - (L74.1) Miliaire cristalline
  - (L74.2) Miliaire profonde
    - Miliaire tropicale

  - (L74.3) Miliaire, sans précision
  - (L74.4) Anhidrose
    - Hypohidrose

  - (L74.8) Autres infections des glandes sudoripares exocrines
  - (L74.9) Infections des glandes sudoripares exocrines, sans précision
- (L75) Infections des glandes sudoripares apocrines
  - (L75.0) Bromhidrose
  - (L75.1) Chromhidrose
  - (L75.2) Miliaire apocrine
    - Maladie de Fox-Fordyce

  - (L75.8) Autres infections des glandes sudoripares apocrines
  - (L75.9) Infections des glandes sudoripares apocrines, sans précision

### (L80-L99) Autres infections de lapeauet du tissu cellulaire sous-cutané
- (L80) Vitiligo
- (L81) Autres anomalies de la pigmentation
  - (L81.0) Hyperpigmentation postinflammatoire
  - (L81.1) Chloasma
  - (L81.2) Taches de rousseur
  - (L81.3) Taches café au lait
  - (L81.4) Autres hyperpigmentations par la mélanine
    - Lentigo

  - (L81.5) Leucodermie, non classée ailleurs
  - (L81.6) Autres anomalies liées à une diminution de la formation de mélanine
  - (L81.7) Dermatose purpurique pigmentée
    - Angiome serpigineux

  - (L81.8) Autres anomalies précisées de la pigmentation
    - Pigmentation ferrique
    - Pigmentation par tatouage

  - (L81.9) Anomalie de la pigmentation, sans précision
- (L82) Kératose séborrhéique
- (L83) Acanthosis nigricans
- (L84) Cors et callosités
- (L85) Autres épaississements de l'épiderme
  - (L85.0) Ichtyose acquise
  - (L85.1) Kératose (kératodermie) palmaire et plantaire acquise
  - (L85.2) Kératose ponctuée (palmaire et plantaire)
  - (L85.3) Xérosis cutané
    - Dermite avec peau sèche

  - (L85.8) Autres formes précisées d'épaississement de l'épiderme
    - Corne cutanée

  - (L85.9) Epaississement de l'épiderme, sans précision
- (L86) Kératodermie au cours de maladies classées ailleurs
- (L87) Anomalies de l'élimination transépidermique
  - (L87.0) Kératose folliculaire et parafolliculaire pénétrant dans la peau [Kyrle]
    - Hyperkératose folliculaire pénétrante

  - (L87.1) Collagénome perforant verruciforme
  - (L87.2) Elastome perforant serpigineux
  - (L87.8) Autres anomalies de l'élimination transépidermique
  - (L87.9) Anomalie de l'élimination transépidermique, sans précision
- (L88) Pyodermite gangréneuse
- (L89) Ulcère de décubitus
  - Escarre (de décubitus)
- (L90) Infections atrophiques de la peau
  - (L90.0) Lichen scléreux et atrophique
  - (L90.1) Anétodermie de Schweninger-Buzzi
  - (L90.2) Anétodermie de Jadassohn-Pellizzari
  - (L90.3) Atrophodermie de Pasini et Pierini
  - (L90.4) Acrodermatite chronique atrophiante (un des symptômes possibles de la Maladie de Lyme)
  - (L90.5) Cicatrices et fibrose cutanées
  - (L90.6) Stries atrophiques
  - (L90.8) Autres infections atrophiques de la peau
  - (L90.9) Infections atrophique de la peau, sans précision
- (L91) Infections hypertrophiques de la peau
  - (L91.0) Cicatrice chéloïde
    - Chéloïde
    - Cicatrice hypertrophique

  - (L91.8) Autres infections hypertrophiques de la peau
  - (L91.9) Infections hypertrophique de la peau, sans précision
- (L92) Lésions granulomateuses de la peau et du tissu cellulaire sous-cutané
  - (L92.0) Granulome annulaire
    - Granulome annulaire perforant

  - (L92.1) Nécrobiose lipoïdique, non classée ailleurs
  - (L92.2) Granulome éosinophile de la peau
  - (L92.3) Granulome cutané et sous-cutané dû à la présence d'un corps étranger
  - (L92.8) Autres lésions granulomateuses de la peau et du tissu cellulaire sous-cutané
  - (L92.9) Lésion granulomateuse de la peau et du tissu cellulaire sous-cutané, sans précision
- (L93) Lupus érythémateux
  - (L93.0) Lupus érythémateux chronique
  - (L93.1) Lupus érythémateux cutané subaigu
  - (L93.2) Autres lupus érythémateux localisés
    - Lupus érythémateux profond
    - Panniculite lupique
- (L94) Autres infections localisées du tissu conjonctif
  - (L94.0) Sclérodermie localisée (morphée)
    - Sclérodermie circonscrite

  - (L94.1) Sclérodermie linéaire
  - (L94.2) Calcinose cutanée (en)
  - (L94.3) Sclérodactylie
  - (L94.4) Papules de Gottron
  - (L94.5) Poïkilodermie généralisée type Petges-Cléjat (atrophiante vasculaire)
  - (L94.6) Ainhum
  - (L94.8) Autres infections localisées précisées du tissu conjonctif
  - (L94.9) Infections localisée du tissu conjonctif, sans précision
- (L95) Vascularite (angéite) limitée à la peau, non classée ailleurs
  - (L95.0) Vascularite livédoïde
    - Atrophie blanche (en plaques)

  - (L95.1) Erythema elevatum diutinum
  - (L95.8) Autres vascularites limitées à la peau
  - (L95.9) Vascularite limitée à la peau, sans précision
- (L97) Ulcère du membre inférieur, non classé ailleurs
- (L98) Autres infections de la peau et du tissu cellulaire sous-cutané, non classées ailleurs
  - (L98.0) Granulome pyogénique
  - (L98.1) Dermite factice
    - Excoriation névrotique

  - (L98.2) Dermatose neutrophile fébrile (Sweet)
  - (L98.3) Phlegmon à éosinophiles (Wells)
  - (L98.4) Ulcérations chroniques de la peau, non classées ailleurs
  - (L98.5) Mucinose cutanée
    - Mucinose en foyer
    - Myxœdématose lichéniforme

  - (L98.6) Autres lésions infiltrantes de la peau et du tissu cellulaire sous-cutané
  - (L98.8) Autres infections précisées de la peau et du tissu cellulaire sous-cutané
  - (L98.9) Infection de la peau et du tissu cellulaire sous-cutané, sans précision
- (L99) Autres infections de la peau et du tissu cellulaire sous-cutané au cours de maladies classées ailleurs
  - (L99.0) Amylose cutanée
  - (L99.8) Autres infections précisées de la peau et du tissu cellulaire sous-cutané au cours de maladies classées ailleurs